# 不動院前駅
不動院前駅（ふどういんまええき）は、広島県広島市東区牛田新町三丁目にある広島高速交通広島新交通1号線（アストラムライン）の駅。副駅名は比治山大学前。

## 歴史
- 1994年（平成6年）8月20日：開業[1][2]。
- 1999年（平成11年）3月20日：ダイヤ改正で急行列車が新設されたが、当駅は通過駅となる[1]。
- 2001年（平成13年）：業務委託駅となる[3]。
- 2004年（平成16年）3月20日：ダイヤ改正で急行列車が廃止され、5年ぶりに全ての列車が停車するようになる[1]。
- 2009年（平成21年）8月8日：PASPY導入[1]。
- 2015年（平成27年）：構内放送とホームの発車標を新白島駅と同等の物に更新。

## 駅構造
島式ホーム1面2線の高架駅。ホームから1フロアー降りたところに券売機・改札がある。ステーションカラーは■水色。

### のりば
| のりば | 路線              | 方向 | 行先           |
| ------ | ----------------- | ---- | -------------- |
| 1      | ■アストラムライン | 下り | 広域公園前方面 |
| 2      | ■アストラムライン | 上り | 本通方面       |

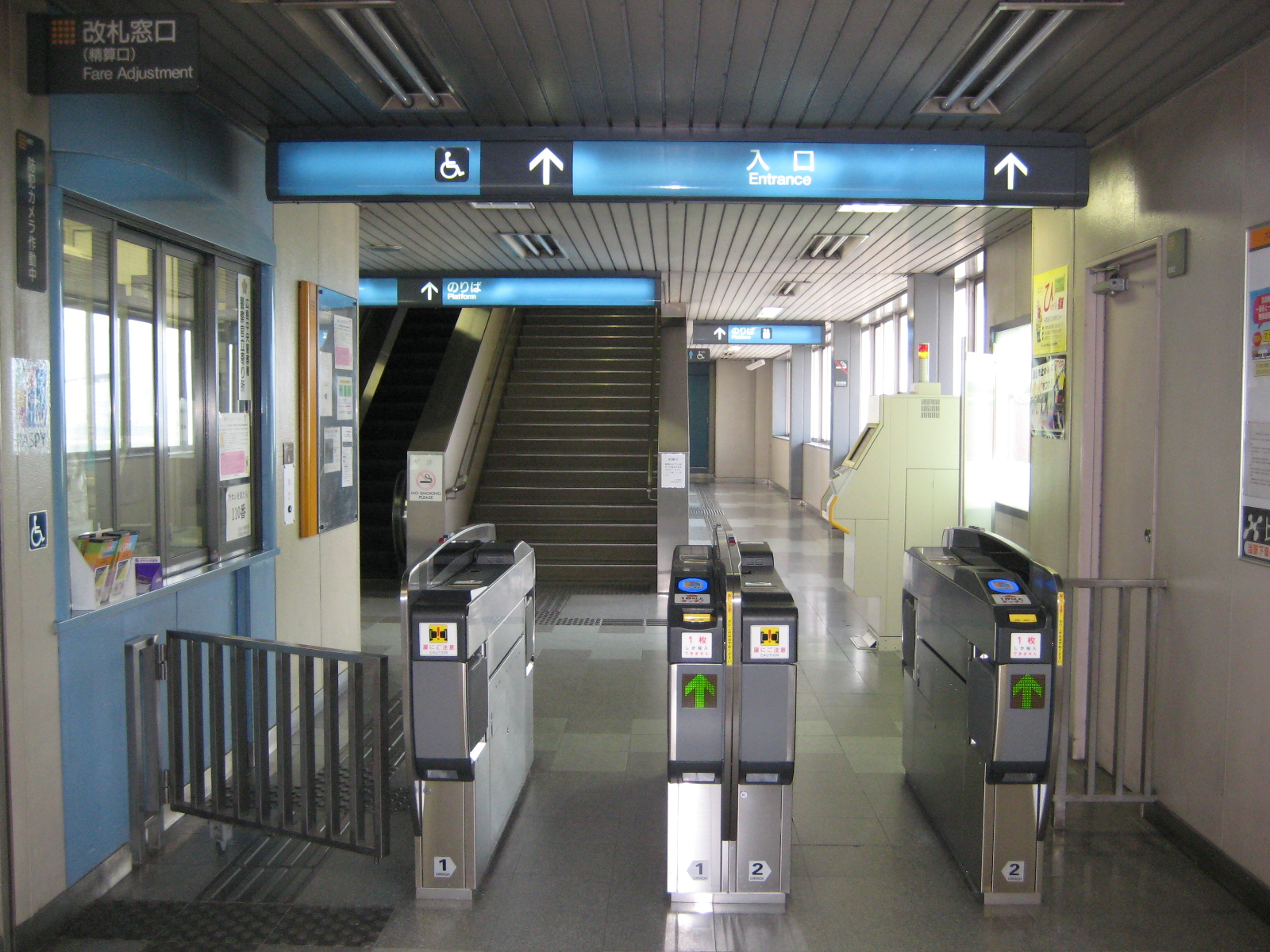
改札口（2009年8月）
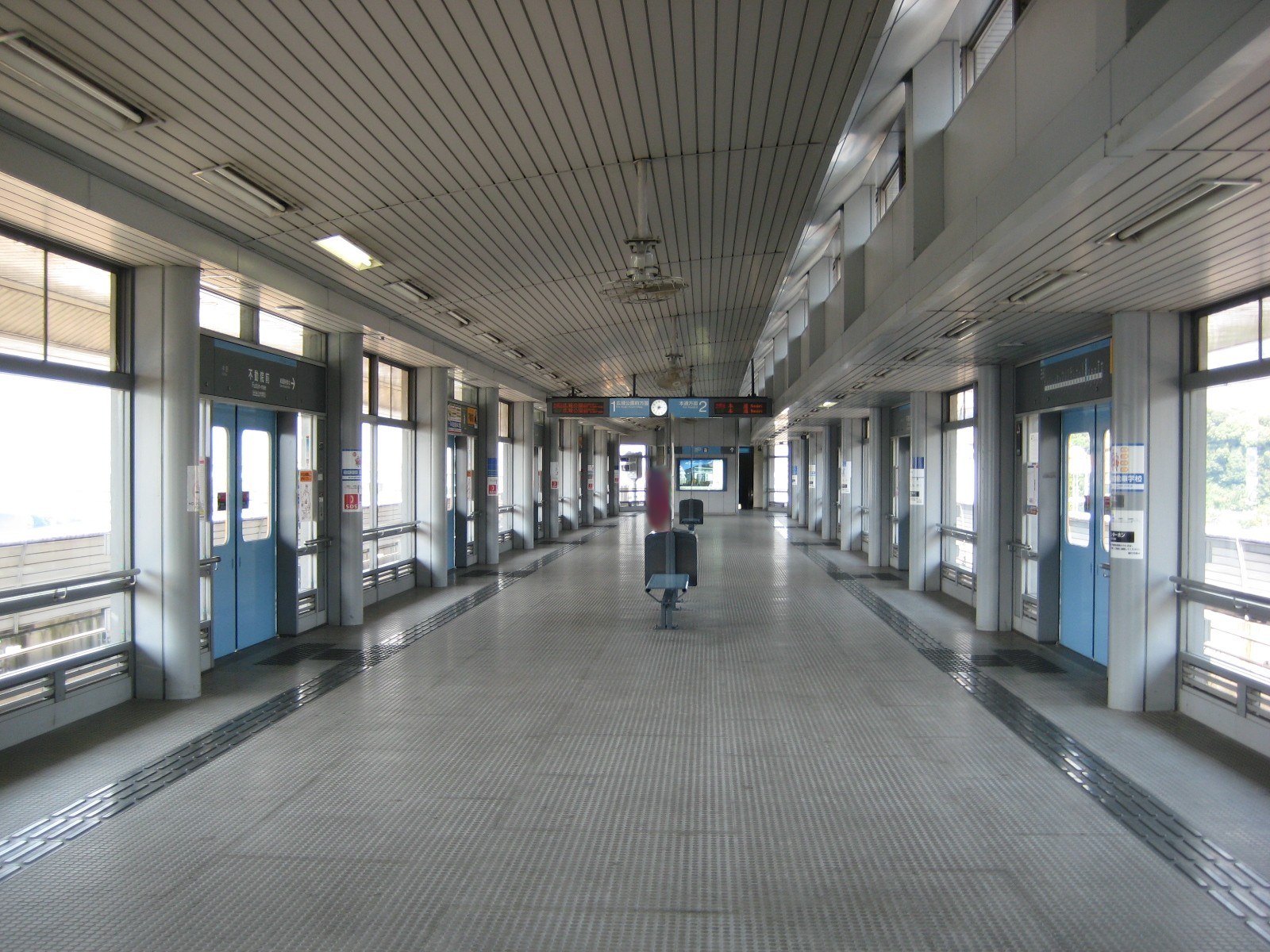
ホーム（2009年8月）

## 利用状況
以下の情報は、広島市統計書に基づいたデータである。アストラムラインでは「1年毎乗車総数」と「1年毎降車総数」の情報を公開している。1日平均乗車人員データは、年度毎の乗車総数を365（閏年は366）で割った値を小数点2位を丸めて小数点1位の値にした物である。アストラムラインのデータは1,000で丸めて提供されているので、1年毎ではプラスマイナス500の誤差があり、1日当たりでは1.4人程度の誤差が発生する。
| 年度               | 1日平均 乗車人員 | 1年毎 乗車総数 | 1年毎 降車総数 |
| ------------------ | ---------------- | -------------- | -------------- |
| 1995年（平成07年） | 1,885.2          | 690,000        | 526,000        |
| 1996年（平成08年） | 2,035.6          | 743,000        | 582,000        |
| 1997年（平成09年） | 2,134.2          | 779,000        | 615,000        |
| 1998年（平成10年） | 2,161.6          | 789,000        | 623,000        |
| 1999年（平成11年） | 2,106.6          | 771,000        | 614,000        |
| 2000年（平成12年） | 2,065.8          | 754,000        | 612,000        |
| 2001年（平成13年） | 1,975.3          | 721,000        | 590,000        |
| 2002年（平成14年） | 1,904.1          | 695,000        | 568,000        |
| 2003年（平成15年） | 1,827.9          | 669,000        | 562,000        |
| 2004年（平成16年） | 1,758.9          | 642,000        | 547,000        |
| 2005年（平成17年） | 1,731.5          | 632,000        | 545,000        |
| 2006年（平成18年） | 1,709.6          | 624,000        | 544,000        |
| 2007年（平成19年） | 1,691.3          | 619,000        | 548,000        |
| 2008年（平成20年） | 1,671.2          | 610,000        | 551,000        |
| 2009年（平成21年） | 1,674.0          | 611,000        | 560,000        |
| 2010年（平成22年） | 1,701.4          | 621,000        | 573,000        |
| 2011年（平成23年） | 1,715.8          | 628,000        | 576,000        |
| 2012年（平成24年） | 1,769.9          | 646,000        | 584,000        |
| 2013年（平成25年） | 1,838.4          | 671,000        | 611,000        |
| 2014年（平成26年） | 1,827.4          | 667,000        | 615,000        |
| 2015年（平成27年） | 2,180.3          | 798,000        | 754,000        |
| 2016年（平成28年） | 2,350.7          | 858,000        | 814,000        |
| 2017年（平成29年） | 2,380.8          | 869,000        | 831,000        |
| 2018年（平成30年） | 2,356.2          | 860,000        | 820,000        |
| 2019年（令和元年） | 2,289.6          | 838,000        | 800,000        |
| 2020年（令和02年） | 1,627.4          | 594,000        | 579,000        |
| 2021年（令和03年） | 1,630.1          | 595,000        | 581,000        |
| 2022年（令和04年） | 1,852.1          | 676,000        | 660,000        |

## 駅周辺
- 比治山大学・短期大学部
- 不動院
- 広島市立広島商業高等学校
- 国道54号
- ウェルテック専門学校 広島校

## バス停留所
駅直下の国道54号（祇園新道）沿いにバス停留所『不動院』（ふどういん）がある。高陽ニュータウン方面に至る県道広島三次線が分岐する祇園新橋南交差点そばにあることから、祇園新道・アストラムラインと高陽ニュータウン方面との結節点の一つとなっており、祇園新道から広島ICを経由して各方面に向かう高速バスも多く停車する。

### 高速バス
| 愛称                                      | 運行会社                                  | 行先・備考                                    |
| ----------------------------------------- | ----------------------------------------- | --------------------------------------------- |
| 広島ドリーム名古屋号                      | JRバス中国 JR東海バス                     | 名古屋駅 ※ 三次経由                           |
| 広島エクスプレス大阪号 広島ドリーム大阪号 | JRバス中国                                | 大阪駅                                        |
| サンサンライナー                          | 広交観光 JRバス中国 両備HD                | 岡山駅西口                                    |
| ローズライナー                            | 広島交通 中国バス 鞆鉄道                  | 福山駅                                        |
| フラワーライナー                          | 広島交通 中国バス 本四バス開発 因の島運輸 | 尾道駅・因島（土生港）                        |
| リードライナー                            | 広島交通 中国バス                         | 府中（目崎車庫・道の駅びんご府中）            |
| ピースライナー                            | 広島交通 中国バス                         | 世羅（甲山営業所・道の駅世羅） 上下駅・甲奴駅 |
| 徳山線                                    | 防長交通                                  | 徳山駅 ※ 土日祝日の1本のみ                    |

東側のりば（南行、広島バスセンター方面）に停車する高速バスは降車専用である。

### 一般路線バス
乗り入れるバス会社
- 広島電鉄（広電バス）[7]
- 広島交通[8]
- JRバス中国[9]

| 路線番号  | 運行会社            | 行先                             | 備考                       |
| --------- | ------------------- | -------------------------------- | -------------------------- |
| 12        | 広電バス            | 千足・戸坂中学校・東浄小学校前   |                            |
| 12-3      | 広電バス            | 桜ヶ丘・戸坂中学校・東浄小学校前 | 平日夕方ラッシュ時のみ運行 |
| 30-1,32-1 | 広島交通            | 高陽台                           |                            |
| 30        | 広島交通            | 高陽B団地                        |                            |
| 30-3,32-3 | 広島交通            | 高陽C団地                        |                            |
| 30-4      | 広島交通 JRバス中国 | 高陽A団地                        |                            |
| 32-4      | JRバス中国          | 高陽A団地                        |                            |
| 33-4      | 広島交通 JRバス中国 | （急行便） 高陽A団地             | 平日夕方ラッシュ時のみ運行 |
| 30-5,32-5 | 広島交通 JRバス中国 | 高陽車庫                         |                            |
| 30-15     | JRバス中国          | （高陽台経由）高陽車庫           |                            |
| 30-16     | JRバス中国          | （高陽台経由）深川台             |                            |
| 30-6      | 広島交通 JRバス中国 | （中深川経由）深川台             |                            |
| 32-6      | 広島交通            | （中深川経由）深川台             |                            |
| 30-7,32-7 | 広島交通            | （中深川・可部駅経由）桐陽台     |                            |
| 32-8      | 広島交通            | （中深川・可部駅経由）大林車庫   |                            |
| 30-9,32-9 | JRバス中国          | （中深川経由）上深川             |                            |

| 路線番号 | 運行会社            | 行先                                                                | 備考                     |
| -------- | ------------------- | ------------------------------------------------------------------- | ------------------------ |
| 12-4     | 広電バス            | （牛田本町・八丁堀・御幸橋経由）旭町                                | 日祝日運休               |
| 12-1     | 広電バス            | （牛田本町・八丁堀・御幸橋経由）仁保沖町                            |                          |
| 12-3     | 広電バス            | （ノンストップ便） （新白島駅・本通り経由）市役所                   | 平日朝ラッシュ時のみ運行 |
| 12-3     | 広電バス            | （ノンストップ便） （新白島駅・本通り・市役所・御幸橋経由）仁保沖町 | 平日朝ラッシュ時のみ運行 |
| 12-2     | 広電バス            | （急行便） （新白島駅・八丁堀・御幸橋経由）仁保沖町                 | 平日朝ラッシュ時のみ運行 |
| 30K,35K  | 広島交通 JRバス中国 | （新白島駅・基町経由）広島バスセンター                              |                          |
| 30G,35G  | 広島交通 JRバス中国 | （新白島駅・基町・広島バスセンター・合同庁舎経由） 広島駅           |                          |
| 33G      | 広島交通 JRバス中国 | （急行便） （新白島駅・広島バスセンター・合同庁舎経由）広島駅       | 平日朝ラッシュ時のみ運行 |
| 32H      | 広島交通 JRバス中国 | （にぎつ・広島駅・八丁堀経由）広島バスセンター                      |                          |

## 隣の駅
広島高速交通
■広島新交通1号線（アストラムライン）
牛田駅 - 不動院前駅 - 祇園新橋北駅